# タテヤマウツボグサ
タテヤマウツボグサ（立山靫草）は、シソ科ウツボグサ属の多年草。

## 特徴
茎の高さは25-50cmになり、茎には粗い毛がある。5-10対の葉が無柄またはごく短い葉柄をもって茎に対生する。葉身は狭卵形から広卵形で、葉先は鈍頭またはやや鋭頭で基部はほぼ円形、長さ3-8cm幅1.5-4cmになる。
花期は7-8月。茎の先に短い花穂をつくり、紫色の唇形花が密集する。花冠は2.5-3.2cmになる。

## 分布と生育環境
本州の中部地方以北に分布し、高山帯、亜高山帯の草地に自生する。